# El tiempo y la actitud
El tiempo y la actitud es el EP debut de la banda española de rock alternativo Arde Bogotá. Fue lanzada exclusivamente en plataformas digitales el 12 de junio de 2020 a través de Sony Music España, aunque el primer sencillo, "Antiaéreo", fue autoeditado por la propia Arde Bogotá. En 2021, se lanzó una versión en CD del EP exclusivamente como parte de la edición de doble CD del primer álbum de estudio de la banda, La noche.

## Antecedentes
Las primeras grabaciones de "Antiaéreo" tuvieron lugar en 2017, dando lugar a la formación de Arde Bogotá. Antes de fichar por Sony Music España en febrero de 2020, el plan original del grupo era autopublicar el EP en el último trimestre de 2019.

## Lista de canciones
Todas las canciones escritas y compuestas por Antonio García Vázquez, Daniel Sánchez Díaz, José Martínez Esteban y José Ángel Mercader Domínguez. 
| N.º   | Título                   | Duración |  |
| 1.    | «Antiaéreo»              | 3:04     |  |
| 2.    | «Quiero casarme contigo» | 2:58     |  |
| 3.    | «Big Bang»               | 3:06     |  |
| 4.    | «Virtud y castigo»       | 3:30     |  |
| 5.    | «Te van a hacer cambiar» | 3:32     |  |
| 16:12 |                          |          |  |

## Recepción
Esther Cobos de La Musikalité le dio a El tiempo y la actitud una crítica positiva, diciendo que "para tratarse de un EP debut [...] los murcianos han superado y con nota las expectativas" y que Arde Bogotá "tienen talento, buenas letras, actitud y un largo camino por delante", además de apuntar al EP como "el inicio de una carrera prometedora [...] muy posiblemente".